# Sit torfowy
Sit torfowy (Juncus stygius) – gatunek rośliny z rośliny sitowatych.

## Rozmieszczenie geograficzne
Występuje w strefie umiarkowanej chłodnej i w strefie okołobiegunowej półkuli północnej (Europy, Azji i Ameryki Północnej). W Polsce występował na dwóch stanowiskach na Pojezierzu Mazurskim. Prawdopodobnie wyginął.

## Morfologia

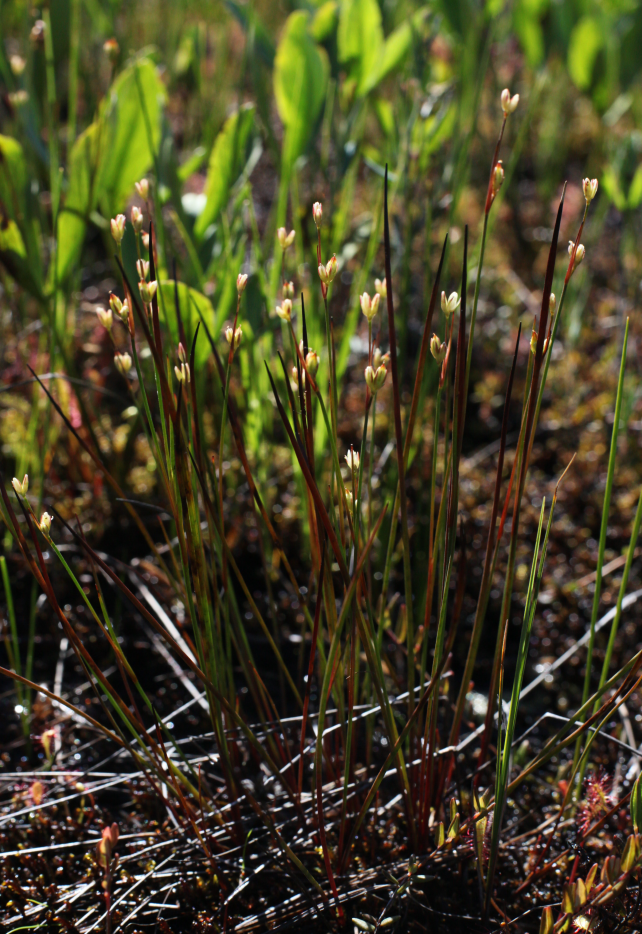
Pokrój

ŁodygaPojedyncza, do 25cm wysokości, ulistniona w kolankach.
Liście1-2 liście łodygowe. Pochwy liściowe z dwoma tępymi uszkami.
KwiatyŻółte, zebrane po 2-3 w szczytowe główki. Podsadka dłuższa od główki.
OwocTorebka dwa razy dłuższa od działek, ostra na szczycie.

## Biologia i ekologia

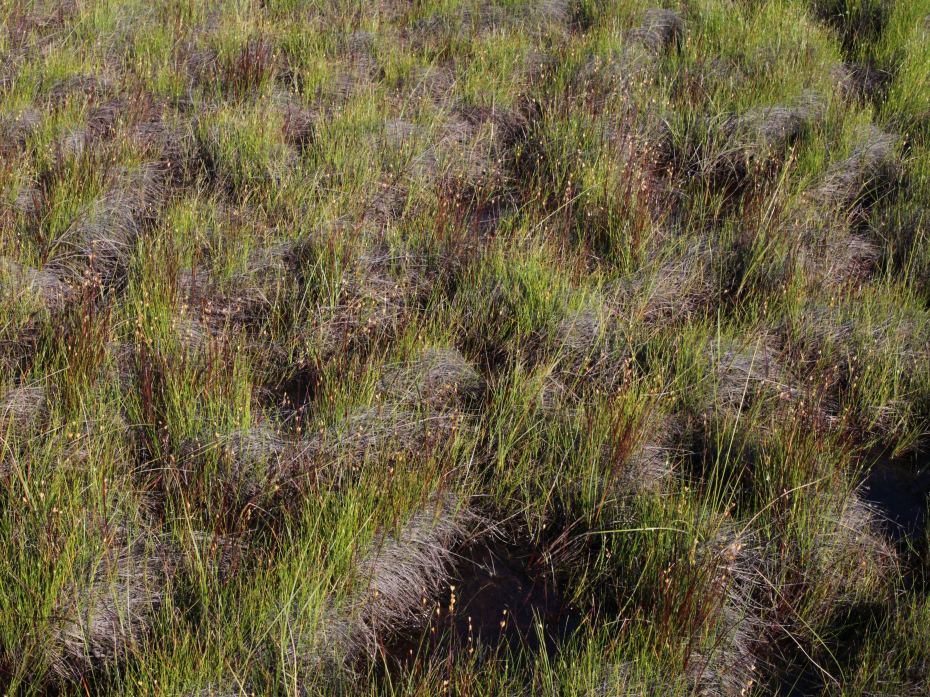
Sit torfowy w siedlisku

Bylina, hemikryptofit. Rośnie na torfowiskach wysokich. Kwitnie od lipca do września. 

## Zmienność
Gatunek zróżnicowany na dwa podgatunki:
- Juncus stygius subsp. stygius - występuje od Europy po Syberię
- Juncus stygius subsp. americanus (Buchenau) Hultén - występuje od rosyjskiego Dalekiego Wschodu do Stanów Zjednoczonych

## Zagrożenia i ochrona
Kategorie zagrożenia:
- Kategoria zagrożenia w Polsce według Czerwonej listy roślin i grzybów Polski (2006)[7]: Ex (wymarły); 2016: RE (wymarły na obszarze Polski)[8].
- Kategoria zagrożenia w Polsce według Polskiej czerwonej księgi roślin[9]: EX (extinct, wymarły).